# 弗朗茨·康维茨尼
弗朗茨·康维茨尼（Franz Konwitschny，1901年8月14日—1962年7月28日）是摩拉维亚裔德国指挥家、中提琴演奏家。

## 生平
康维茨尼出生于摩拉维亚富尔内克的一个音乐家庭。1920年至1923年，在布尔诺的德国音乐协会学校学习小提琴，后于1923年至1925年在莱比锡音乐戏剧学院师从汉斯·巴塞曼。他最初以中提琴手和小提琴手的身份开启职业生涯，曾在威廉·富特文格勒执棒的莱比锡布商大厦管弦乐团担任中提琴手。1925年移居维也纳后，加入菲茨纳四重奏担任中提琴手，同时在维也纳人民音乐学院任教。1927年转行指挥后，加入斯图加特歌剧院，并于1930年升任首席指挥。1933年转任弗赖堡歌剧院首席指挥。

### 纳粹时期经历
康维茨尼最早于1923年7月1日在富尔内克加入纳粹党（党员编号2756）。其政治立场在1934年弗莱堡《费德里奥》演出中有所体现——他试图在希特勒生日当天让冲锋队员携纳粹党旗登台，但被剧院管理层制止。1937年8月1日，他再次加入纳粹党（党员编号5508995）。同年10月，在以“种族与文化”为主题的第二届巴登大区文化周闭幕式上，他在阿尔弗雷德·罗森堡演讲前指挥了安东·布鲁克纳的爱国康塔塔《日耳曼人进行曲》。但同年11月，他又在定期音乐会上指挥了遭纳粹抵制的作曲家保罗·欣德米特的歌剧《画家马蒂斯》。
二战期间，康维茨尼担任法兰克福歌剧院首席指挥（1938年起）。1943年至1944年战争后期，成为路德维希港乐团（今莱茵兰-普法尔茨州立爱乐乐团）首席指挥。

### 东德时期事业
1946年，汉诺威市政府任命康维茨尼为歌剧与音乐会音乐总监，任职至1949年。1949年起，担任莱比锡布商大厦管弦乐团首席指挥直至逝世。1953至1955年间同时担任德累斯顿国家管弦乐团首席指挥，1955年出任重建后的柏林国立歌剧院首席指挥。

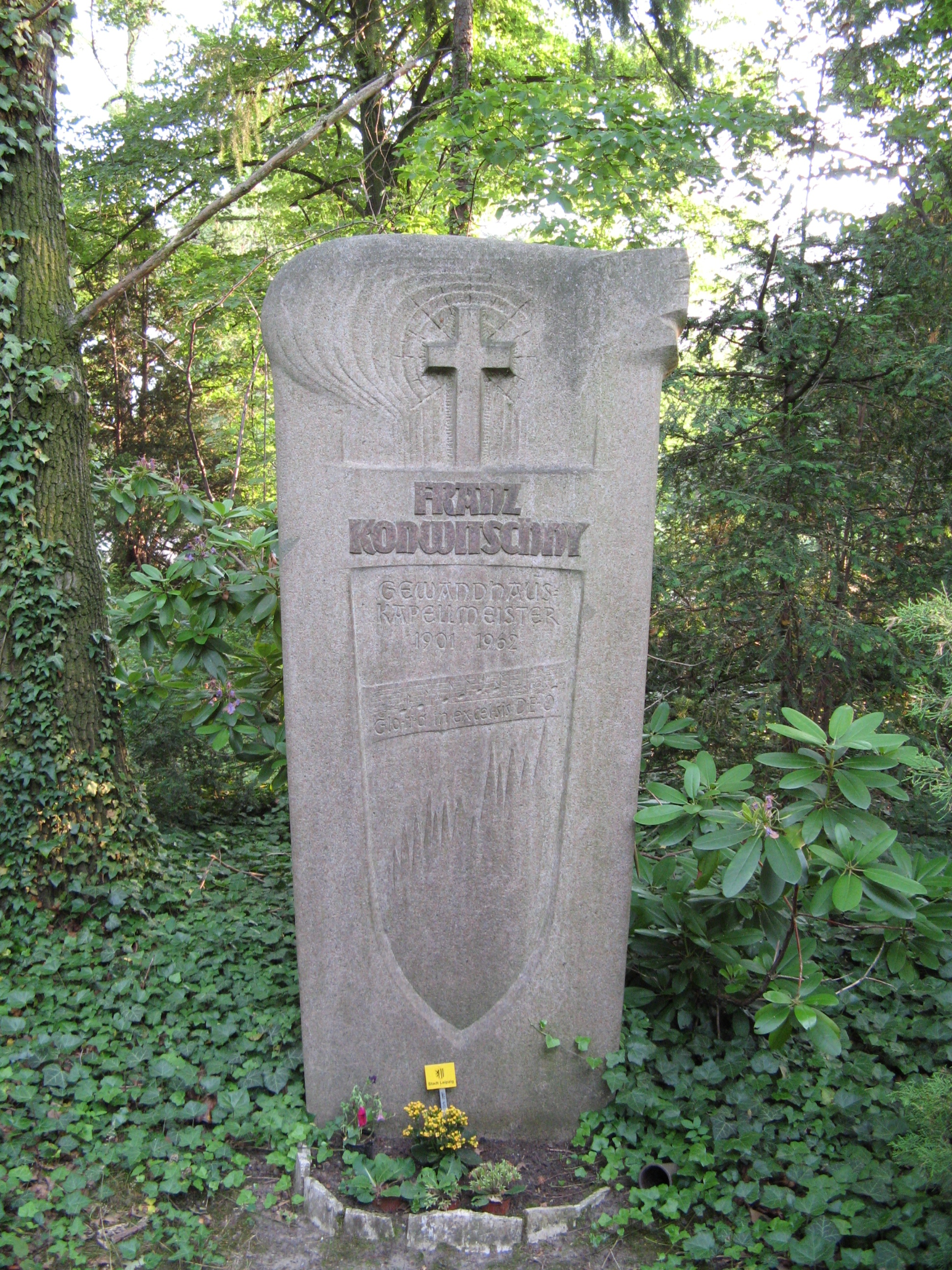
莱比锡南公墓中的康维茨尼墓

1962年，康维茨尼在南斯拉夫巡演期间，排练贝多芬《庄严弥撒》时突发心脏病去世。作为罕见殊荣，东德政府为其举行了国葬。

## 风格
与富特文格勒相似，康维茨尼的指挥风格以大幅度的手势和排斥精确的节拍著称。